# 吉他英雄：世界巡演
《吉他英雄：世界巡演》（英語：Guitar Hero World Tour）是由Neversoft开发、RedOctane和美国动视发行的一款音乐游戏。它是《吉他英雄》系列的第四部作品。2008年10月该游戏在PlayStation 2、PlayStation 3、Wii和Xbox 360上发行，之后又发行了Microsoft Windows和Macintosh上的版本。
该游戏除了继续用吉他形控制器模拟演奏摇滚音乐，还在该系列游戏首度加入鼓和麦克风控制器以奏出打击乐和声乐的部分，与竞争者《摇滚乐队》的方式类似。该游戏的Music Studio模式允许玩家创建新的歌曲，这些新歌可通过GHTunes服务上传和分享。